# Zach Moss
Zach Marquis Moss, dit Zach Moss né le 14 juillet 1981 à Pompano Beach (États-Unis), est un joueur de basket-ball professionnel américain évoluant au poste de pivot. Non sélectionné lors de la draft 2004 de la NBA, il rejoint l'Europe pour sa carrière professionnelle, évoluant principalement en France.

## Biographie
Moss effectue sa carrière universitaire dans le modeste club des Cougars de la Mountain State University, une université située à Beckley en Virginie-Occidentale. Il débute au début de la saison 2002-2003 et ne reste que deux ans, mais il est considéré comme l'un des tout meilleurs joueurs de l'histoire de la National Association of Intercollegiate Athletics (NAIA). Durant ses deux années à l'université, il mène son équipe au titre de vice-champion en 2002-2003, et de champion en 2003-2004. Il est sacré meilleur joueur de NAIA lors du titre. Il est également troisième marqueur de son université avec 1 580 points en 78 matches, deuxième joueur le plus adroit (61,8 %), quatrième rebondeur avec 707 rebonds, second meilleur contreur avec 118. Le tout en n'ayant joué que deux saisons alors que les joueurs le précédant dans les différentes catégories ont tous passé quatre saisons en NAIA.
En juin 2004, il participe au camp de Columbus (Ohio), où il est repéré par le club français de Pro B d'Antibes. Pour sa première saison professionnelle, dans une équipe de bas de classement, il réalise une saison exceptionnelle, terminant troisième marqueur et meilleur rebondeur.
Il est recruté par un club israélien, le Maccabi Givat Shmuel, mais part en octobre, pour rejoindre l'ESPE Basket Châlons-en-Champagne, club qui atteint la finale du championnat de Pro B, à Bercy. L'année suivante, en 2006-2007, il signe à la JA Vichy (JAV). L'équipe est alors entraînée par Jean-Louis Borg. Moss, grand défenseur au poste de pivot, s'insère très bien le dispositif de jeu de Borg qui privilégie une défense rigoureuse. Cette équipe bouleverse les pronostics en terminant première de la phase régulière avec 29 victoires pour 5 défaites. Zach Moss est le pilier intérieur de cette équipe qui remporte le titre de champion de France de Pro B, au mois de juin, à Bercy.
Zach Moss reste à la JAV, qui évolue désormais en Pro A. Il se révèle comme un très bon pivot du championnat de France. En effet, il mène son équipe, pour sa première saison dans l'élite du basket-ball français, à une place de finaliste de la semaine des As, et à la première participation du club aux playoffs.
La saison 2008-2009, commence mal pour son club, mais Zach Moss est toujours aussi performant, dans son rôle de pivot. Finalement, la JAV se maintient facilement en Pro A, et Zach Moss est l'une des pierres angulaires de cette performance. Lors du dernier match de cette saison, il annonce en fin de match son départ du club, mais il reste finalement, et signe pour deux saisons supplémentaires avec la JAV.
En juin 2010 il quitte Vichy pour rejoindre l'Entente Orléanaise Loiret pour la saison 2010-2011. Toutefois le club n'est pas satisfait de ses performances et le remercie en compagnie de Troy Bell en janvier 2011. Un mois plus tard il signe pour la fin de saison avec le club espagnol de Melilla Baloncesto qui évolue en LEB, deuxième division espagnole. Puis, la saison finie en Espagne, il rejoint Dijon, qui a engagé Jean-Louis Borg comme entraîneur, pour disputer les playoffs de Pro B. Moss reconnaît que ce choix est dû à la présence de Borg avec lequel il a plaisir à travailler. En disputant la finale de Pro B, face à Nanterre qui a dominé la saison régulière, Dijon obtient son accession à la Pro A. Il prolonge avec Dijon pour la saison suivante, saison où le club termine à la neuvième place. Il joue de nouveau dans ce même club lors de la saison 2012-2013, le club disputant les playoffs. Il s'incline en deux manches face à Strasbourg.
Au terme de cette saison, il signe un nouveau contrat de deux années avec Dijon. Après le départ du capitaine de la JDA, David Mélody, Borg nomme Moss capitaine.
Reconnu pour sa défense dans la raquette, Moss qui ne mesure que 1,97 m fait jouer sa vitesse et ses qualités athlétiques pour gêner ses adversaires. Pour le rebond, là encore, il pallie ses faiblesses physiques par un très bon placement et un sens du timing.

## Statistiques
| Période/Saison | Club                 | Compétition                              | MJ | ppm  | rpm  | apm | spm | bpm |
| -------------- | -------------------- | ---------------------------------------- | -- | ---- | ---- | --- | --- | --- |
| 2002-2003      | Mountain State       |                                          | 40 | 16,8 | 9,0  |     |     |     |
| 2003-2004      | Mountain State       |                                          | 38 | 24,0 | 9,2  | 12  | 1,4 | 1,7 |
| juin 2004      |                      | ACMT Euro-Exposure camp à Columbus, Ohio |    |      |      |     |     |     |
| 2004-2005      | Antibes              | Pro B                                    | 33 | 20,8 | 10,7 | 1,1 | 1,1 | 1,4 |
| 2005           | Maccabi Givat Shmuel |                                          |    |      |      |     |     |     |
| oct 2005-2006  | Châlons-en-Champagne | Pro B                                    | 33 | 13,9 | 8,4  |     | 1,2 | 1,2 |
| oct 2005-2006  | Châlons-en-Champagne | Playoff Pro B                            | 6  | 17,5 | 10   | 0,7 | 1,0 | 1,0 |
| 2006-2007      | Vichy                | Pro B                                    | 27 | 13,0 | 8,0  |     | 1,1 |     |
| 2006-2007      | Vichy                | Playoff Pro B                            | 7  | 13,7 | 8,4  | 1,0 | 0,6 | 0,7 |
| 2007-2008      | Vichy                | Pro A                                    | 29 | 13,1 | 6,6  | 1,1 | 1,4 | 0,3 |
| 2007-2008      | Vichy                | Playoff Pro A                            | 2  | 10,5 | 4,5  | 1,0 | 0,0 | 0,0 |
| 2008-2009      | Vichy                | EuroChallenge                            | 4  | 9,0  | 5,8  |     | 1,5 |     |
| 2008-2009      | Vichy                | Pro A                                    | 29 | 13,8 | 6,4  | 0,9 | 1,4 | 0,9 |
| 2009-2010      | Vichy                | Pro A                                    | 28 | 132  | 5,5  | 1,2 | 1,5 | 05  |
| 2010-2011      | Orléans              | Pro A                                    | 13 | 6,8  | 4,0  | 0,6 | 0,5 | 0,2 |
| 2010-2011      | Melilla Baloncesto   | LEB Oro                                  |    |      |      |     |     |     |
| 2011           | Dijon                | Pro B                                    | 4  | 9,3  | 5,8  | 1,3 | 0,8 | 0,0 |
| 2011           | Dijon                | Playoff Pro B                            | 6  | 11,5 | 3,8  | 1,0 | 0,7 | 0,5 |
| 2011-2012      | Dijon                | Pro A                                    | 30 | 10,7 | 5,5  | 0,6 | 1,1 | 0,1 |
| 2012-2013      | Dijon                | Pro A                                    | 29 | 10,6 | 5,6  | 0,8 | 0,9 | 0,3 |
| 2012-2013      | Dijon                | Playoff Pro A                            | 2  | 8,0  | 4,0  | 1,0 | 0,0 | 0,0 |

## Palmarès

### Club
- Champion NAIA en 2004
- Champion de France de Pro B en 2007
- Finaliste de France Pro B en 2006
- Finaliste de la Semaine des As 2008
- Demi-finaliste de la Semaine des As 2010

### Personnel
- MVP NAIA en 2004